# Войсил (деспот)
Войсил е средновековен  български аристократ от династията Смилец, живял през XIII-XIV век. По-малък брат на цар Смилец и на севастократор Радослав. Деспот и владетел на Средногорското княжество. В началото на XIV век като византийски съюзник Войсил воюва срещу българските царе Тодор Светослав, Георги II Тертер и Михаил Шишман. 

## Биография
В края на ХІІІ век като самостоятелно владение се появява т. нар. Средногорско княжество, обхващащо земите в Подбалканската област. Негови владетели са тримата братя Смилец, Радослав и Войсил. То обхваща земите по горното течение на река Марица и територията между реките Стряма и Тунджа, чак до град Сливен – „...градовете на Мизия, от Стилбнос (Сливен) до Копсис,[източник? (Поискан днес)] Център на княжеството е крепостта Копсис (между град Сопот и град Карлово).  
За Войсил не се знае абсолютно нищо за него по време на царуването на цар Смилец, както и дали въобще е притежавал някаква титла. При управлението на царица Смилцена и на малолетния Иван IV Смилец Войсил емигрирал във Византия. След смъртта на Георги II Тертер Войсил навлиза с византийска помощ в родовите си земи и възстановява властта си над тях. Византийският император Андроник III Палеолог му дава титлата „деспот на България“. Така след 23-годишно изгнание той създава едно полунезависимо княжество (деспотат), с главен укрепен град Копсис, васално на Византия. През 1304 г. Войсил командва авангарда на византийските войски, победени от цар Тодор Светослав в битката при Скафида, недалеч от днешен Бургас. След неуспешната битка Войсил все пак остава като един от висшите военни на Византия. 
През 1304-1306 г. Войсил е начело на аланите и т. нар. туркополи (християнизирани турци) срещу Каталонската дружина в сраженията на Галиполския полуостров. По-късно е в Източна Тракия, по времето когато аланите бягат в България през 1307 г. Всъщност по-рано част от тези алани са командвани от самия Войсил, докато сега те преминават на страната на византийския и лично войсилов противник– цар Теодор Светослав.  
До 1322 г. отсъстват сведения за българския болярин, но е ясно, че той остава сред висшите военни на империята. През посочената година, в която вече бушувала гражданската война на двамата Андрониковци (1321-1328), Войсил преминава от лагера на Андроник II Палеолог в онзи на неговия внук Андроник III Палеолог. Младият Андроник има свои планове към България, в които Войсил играе важна роля. През 1323 г. Войсил е вече деспот на Мизия.  
Доколкото ситуацията в Търново и страната се отличава с вътрешни борби и установяването на властта на Михаил III Шишман Асен, Войсил без особени трудности навлиза в територията на царството. Той овладява земите между Сливен и Копсис. Приема се, че деспот Войсил създава самостоятелно владение, което да стане плацдарм за атака срещу Търново и царския престол.  
Войсил се ангажира и с византийските действия срещу Пловдив, отбраняван от Иван Русина. Първоначално Михаил Шишман не се занимавал с това деспотство, защото има да разрешава териториални проблеми с византийците по черноморския бряг, но след като ликвидира този проблем, той обръща поглед и към деспотството на Войсил. След обсада Михаил Шишман превзема Копсис, а Войсил преди това тайно бяга при византийците, така че тези земи са присъединени към Търновското царство до падането им под османска власт при Иван Шишман. След като бяга в Константинопол, Войсил е назначен за главнокомандващ на византийската кавалерия в Македония. В гражданската война във Византия (1341-1347) той е на страната на Йоан VI Кантакузин и участва в овладяването от неговите войски на Охрид и Костур.